# 謝韋爾內 (盧甘斯克州)
謝韋爾內（烏克蘭語：Сєверний）是位於烏克蘭東部的市級鎮，由盧甘斯克州多夫然斯克區的索羅基內市鎮負責管轄。該鎮距離克拉斯諾頓25公里和盧甘斯克75公里，始建於1949年，海拔高度121米，2001年人口2,298。